# Dipaenae romani
Dipaenae romani là một loài bướm đêm thuộc phân họ Arctiinae, họ Erebidae.